# Selago villosa
Selago villosa är en flenörtsväxtart som beskrevs av Robert Allen Rolfe. Selago villosa ingår i släktet Selago och familjen flenörtsväxter. Inga underarter finns listade i Catalogue of Life.